# Kanton Valais
Kanton Valais [valé] (francosko Valais, nemško Wallis, italijansko Vallese, retoromansko Vallais) je kanton na jugozahodu Švice. Je uradno dvojezičen, saj je prebivalstvo njegovega zahodnega dela francosko, vzhodnega dela pa nemško govoreče. Njegovo največje in glavno mesto je Sion (nemško Sitten), ostali večji mesti sta Martigny in Monthey.
Tretji največji švicarski kanton po površini leži v celoti v Alpah, skozi katere je vrezana dolina reke Rone od ronskega ledenika do Ženevskega jezera ter doline njenih pritokov. Južno od doline Rone se dviga ena najvišjih gorskih skupin v Alpah – Peninske Alpe, kjer se med drugim nahajajo Monte Rosa z najvišjim vrhom Švice, ikonični Matterhorn in prelaz Simplon. Tradicionalno se kanton deli na tri regije: Spodnji, Srednji in Gornji Valais. Na severu meji na kantona Vaud in Bern, na vzhodu na kantona Uri in Ticino, na jugu na Italijo in na zahodu na Francijo.
Od druge polovice 15. stoletja do francoske invazije leta 1798 se Valais delil na sedem dežel (Zehnden); leta 1802 je Napoleon Valais razglasil za neodvisno republiko, leta 1810 pa si ga je Francija priključila kot departma Simplon. Po priporočilu Dunajskega kongresa se je Valais leta 1815 pridružil Švicarski konfederaciji. Kantonska ustava, ki z nekaj spremembami velja še danes, je bila sprejeta leta 1907.

## Upravna delitev
Kanton je razdeljen na trinajst okrajev (francosko districts, nemško Bezirke), ki se nadalje delijo na 122 občin:
- okraj Brig
  - občine Brig-Glis, Eggerberg, Naters, Ried-Brig, Simplon, Termen, Zwischbergen
- okraj Conthey
  - občine Ardon, Chamoson, Conthey, Nendaz, Vétroz
- okraj Entremont
  - občine Bourg-Saint-Pierre, Liddes, Orsières, Sembrancher, Val de Bagnes
- okraj Goms
  - občine Bellwald, Binn, Ernen, Fiesch, Fieschertal, Lax, Obergoms, Goms
- okraj Hérens
  - občine Ayent, Evolène, Hérémence, Saint-Martin, Vex, Mont-Noble
- okraj Leuk
  - občine Agarn, Albinen, Ergisch, Inden, Leuk, Leukerbad, Oberems, Salgesch, Varen, Guttet-Feschel, Gampel-Bratsch, Turtmann-Unterems
- okraj Martigny
  - občine Bovernier, Fully, Isérables, Leytron, Martigny, Martigny-Combe, Riddes, Saillon, Saxon, Trient, Champéry, Collombey-Muraz, Monthey, Port-Valais, Saint-Gingolph, Troistorrents, Val-d'Illiez, Vionnaz, Vouvry
- polokraj Vzhodni Raron
  - občine Bettmeralp, Bister, Bitsch, Grengiols, Mörel-Filet, Riederalp
- polokraj Zahodni Raron
  - občine Ausserberg, Blatten, Bürchen, Eischoll, Ferden, Kippel, Niedergesteln, Raron, Unterbäch, Wiler (Lötschen), Steg-Hohtenn, Bettmeralp
- okraj Saint-Maurice
  - občine Collonges, Dorénaz, Evionnaz, Finhaut, Massongex, Saint-Maurice, Salvan, Vernayaz, Vérossaz
- okraj Sierre
  - občine Chalais, Chippis, Grône, Icogne, Lens, Saint-Léonard, Sierre, Anniviers, Crans-Montana, Noble-Contrée
- okraj Sion
  - občine Arbaz, Grimisuat, Savièse, Sion, Veysonnaz
- okraj Visp
  - občine Baltschieder, Eisten, Embd, Grächen, Lalden, Randa, Saas-Almagell, Saas-Balen, Saas-Fee, Saas-Grund, St. Niklaus, Stalden, Staldenried, Täsch, Törbel, Visp, Visperterminen, Zeneggen, Zermatt